# Лендьел Мирослава Олександрівна
Мирослава Олександрівна Лендьєл, до шлюбу Пецкар (нар. 21 травня 1972, Ужгород) – українська науковиця в галузі політології, професор, доктор політичних наук, проректор ДВНЗ «Ужгородський національний університет».

## Життєпис
Народилася 21 травня 1972 року в м. Ужгород Закарпатської області.
У 1994 році закінчила з відзнакою історичний факультет Ужгородського державного університету. З 1994 до 1997 року навчалася в аспірантурі при кафедрі нової і новітньої історії та історіографії Ужгородського державного університету. У 1998 році захистила кандидатську дисертацію  на тему «Політична взаємодія української етнічної групи та державної влади США в 1945–1991 рр.». 2003 — присвоєно вчене звання доцента кафедри політології.
З 2006 до 2009 року навчалась в докторантурі Національного університету «Києво-Могилянська академія». У 2011 році захистила дисертацію на тему «Функціонування місцевої демократії у постсоціалістичних суспільствах Центральної і Східної Європи». У 2012 році присвоєно науковий ступінь доктора політичних наук.
2012 рік – професор кафедри політології і державного управління. 2013–2014 рр. – завідувачка кафедри політології і державного управління. Від 2014 – проректор з науково-педагогічної роботи і міжнародних зв’язків ДВНЗ «Ужгородський національний університет». У 2021 році присвоєно вчене звання професора кафедри політології і державного управління.

### Наукова діяльність
Коло наукових зацікавлень: проблеми місцевого самоврядування, локальної демократії та регіоналізму в Європі, міжнародної безпеки в регіоні Центральної Європи, європеїзації публічного управління у постсоціалістичних країнах. Є авторкою понад 200 наукових публікацій у виданнях України, США, Великої Британії, Словаччини, Польщі, Румунії.
Під керівництвом М. Лендьел захищено чотири дисертації на здобуття наукового ступеня кандидата політичних наук, реалізуються держбюджетні та міжнародні наукові проєкти.

### Громадська діяльність
У 2001-2003 роках входила робочої групи при Міністерстві економіки України з розробки Державної стратегії регіонального розвитку, регіональних стратегій розвитку Закарпатської області.
Розробила методологію аналізу місцевих політичних інститутів; процесів та культурних орієнтацій громадян у країнах, які проходять етап системної трансформації; методику оцінки місцевих політичних режимів; створила цілісний концепт місцевої демократії як режиму розпорядження владою у територіальних громадах.

## Праці

### Монографії
- Місцевий та регіональний розвиток в Україні: досвід Закарпаття : [монографія] / Руслан Жиленко, Василь Керецман, Мирослава Лендьел, Микола Палінчак , Володимир Скоблик, Світлана Слава, Катерина Сочка ; за ред. Мирослави Лендьел ; Київ. центр Ін-ту Схід-Захід. – Київ : Міленіум, 2001. – 152 с. : табл.
- Транскордонне співробітництво України: стан, проблеми, перспективи: колект. монографія /  І. В. Артьомов,  З. С. Варналій, В. В. Гоблик, Г. Г. Динис, Н. О. Діус, М. Б. Євтух, Л. В. Кампов, Є. Б. Кіш, В. І. Ковач, М. О. Лендьел,  В. І. Луговий, Х. М. Олексик, Р. А. Офіцинський, М. М. Полюжин, В. П. Приходько, К. С. Пугачевська, С. В. П’ясецька-Устич, О. С. Ровт, С. П. Роман,  О. М. Руденко, Ж. В. Таланова, Н. О. Терентьєва, С. І. Устич ; за заг. ред. І. В. Артьомова ; М-во освіти і науки України, Закарпат. держ. ун-т, Навч.-наук. ін-т євроінтеграц. дослідж. – Ужгород : Ґражда, 2012. –520 с. – Бібліогр.: с. 444–482. – (Лендьел М. О.  – автор Розділу 1, § 5. – С. 64–70). URL : https://dspace.uzhnu.edu.ua/jspui/handle/lib/9868
- Лендьел М. Місцева демократія у країнах Центральної і Східної Європи : монографія / Мирослава Лендьел ; Каф. політології, НДІ політ. регіоналістики, ДВНЗ “Ужгор. нац. ун-т”. – Ужгород : Мистецька лінія, 2011. – 688 с. – Бібліогр.: с. 539–636.
- Розширення Європейського Союзу: вплив на відносини України з  центральноєвропейськими сусідами : [колект. монографія] / Ігор Бураковський, Вероніка Мовчан, Олена Вітер, Мирослава Лендьел, Єва Кіш та ін. ; Ін-т регіон. та євроінтеграц. дослідж. – Київ : К.І.C., 2004. – 360 с. : табл., дод. – Бібліогр. в підрядк. прим.
- Агентства регіонального розвитку в Україні: становлення та перспективи : [колект. монографія] / С. Бугай, М. Лендьел, Є. Кіш, І. Ілько, А. Ткачук, А. Варцаба, В. Зелюк ; Київ. центр І-ту Схід-Захід.  – Київ : Міленіум, 2002. – 304 с. : табл., дод., схеми.
- Інститути та інструменти розвитку територій. На шляху до європейських принципів : [монографія] / Сергій Романюк, Валерій Рубцов, Мирослава Лендьел та ін. ; за ред. Сергія Максименка ; Київ. центр Ін-ту Схід-Захід. – Київ : Міленіум, 2001. – 244 с.
- Регіональна політика в країнах Європи: уроки для України : [колект. монографія] / Сергій Максименко, Єва Кіш, Мирослава Лендьел, Ігор Студенніков ; за ред. Сергія Максименка ;  Київ. центр Ін-ту Схід-Захід. – Київ : Логос, 2000. – 171 с. – Бібліогр. в кінці розд. – (М. Лендьел – автор Розділу ІІІ. – С. 62–97).

### Навчальні посібники
- Політична наука : навч.-метод. посіб. для студентів спец. “Політологія” / М. М. Вегеш, Ю. О. Остапець, М. О. Лендьел та ін. / за заг. ред. М. М. Вегеша ; ДВНЗ “Ужгор. нац. ун-т”, Каф. політології. – Ужгород : Вид-во УжНУ “Говерла”, 2009. – 444 с. URL : https://dspace.uzhnu.edu.ua/jspui/handle/lib/38061
- Лендьел М. О. Розширення та політика сусідства Європейського Союзу : навч.-метод. посіб. та матеріали до курсу / М. О. Лендьел ; М-во освіти і науки України, Ужгор. нац. ун-т, Ф-т сусп. наук, Каф. політології. – Ужгород : Мистецька лінія, 2008. – 284 с. – Бібліогр.: с. 283 (16 назв).
- Посібник з транскордонного співробітництва / розроб. : Наталія Носа, Мирослава Лендьел, Владислав Чопак та ін. ; відп. за вип.  Владислав Чопак ; Агентство регіон. розвитку та транскордонного співробітництва “Закарпаття”. – Ужгород : Ліра, 2005. – 66 с.
- Регіональна політика та управління у країнах Європи : матеріали до навч. курсу / упоряд. : М. О. Лендьел, В. Ю. Керецман ; М-во освіти і науки України, Ужгор. нац. ун-т, Ін-т держ. упр. та регіон. розвитку, Каф. політології, Каф.  держ. упр. – Ужгород : УжНУ, 2001. – 248 с.
- Лендьел М. Сучасні методики управління  персоналом (теоретичні та практичні аспекти) :  матеріали до лекційних занять / Мирослава Лендьел ; відп за вип. В. І. Ярема ; Закарпат. облдержадмін., Ужгор. держ. ун-т, Ін-т держ. упр. та регіон. розвитку, Центр підвищення кваліфікації держ. службовців. – Ужгород : [б. в.], 1998. – 50 с. – Бібліогр.: с. 37 (12 назв).
- Лендьел М. Вступ до етнополітики : матеріали до лекційних занять / Мирослава Лендьел ; Ужгор. держ. ун-т, Ін-т держ. упр. та регіон. розвитку. – Ужгород : [б. в.], 1997. – 52 с. – Бібліогр.: с. 4 (14 назв).
- Пецкар М. Основи персонал-менеджменту в органах державної виконавчої влади та місцевого самоврядування України : матеріали до курсу лекцій / Мирослава Пецкар ; відп. за вип. Георгій Динис ; Ужгор. держ. ун-т, Програма “Центр держ. та місцевого упр.”. – Ужгород : [б. в.], 1996. – 60 с.
- Досвід та перспективи впровадження державно-приватних партнерств в Україні та за кордоном / Богдан Винницький, Мирослава Лендьел, Богдан  Онищук, Петер Сегварі ; Проект партнерства Канада-Україна “Регіональне врядування та розвиток”. – Київ : Вид-во “К.І.С.”, 2008. – 146 с. : табл., дод. Н
- Винницький Б. Моніторинг та оцінювання стратегій і програм регіонального розвитку в Україні / Богдан Винницький, Мирослава Лендьел, Юстина Ратейчак ; Проект партнерства Канада-Україна “Регіональне врядування та розвиток”. – Київ : Вид-во “К.І.С.”, 2007. – 120  с. : табл., дод. – Бібліогр.: с. 119–120 (39 назв).
- Ілько І. В. Європа регіонів на початку ХХІ століття: Майбутнє регіональної політики у країнах Центральної та Східної Європи / І. В. Ілько, Є. Б. Кіш, М. О. Лендьел ; ред. М. М. Палінчак ; Ужгор. нац. ун-т, Ін-т держ. упр. та регіон. розвитку. – Ужгород : [Ліра], 2001. – 84 с. – Бібліогр.: с. 80–83 (63 назви).
- Політичні трансформації у країнах Центральної Європи наприкінці ХХ – на початку ХХІ століть : навч. посіб. / Мирослава Лендьел, Єва Кіш, Антоніна Стряпко та ін. ; упоряд. Мирослава Лендьел ; М-во освіти і науки України, Ужгор. нац. ун-т. – Ужгород : Ліра, 2016. – 464 с. – Бібліогр. в кінці розд.

### Книги
- Лендьел  М. Посібник з моніторингу та оцінювання стратегій і програм регіонального розвитку в Україні  / М. Лендьел, Б. Винницький, Ю. Ратейчак, І. Санжаровський ; за ред. І. Санджаровського, Ю. Полянського. – Київ : Вид-во “К.І.С.”, 2007. – 80 с.
- На шляху до Європи. Український досвід єврорегіонів : зб. ст. / Є. Кіш, О. Вишняков, М. Лендьел та ін. ; за ред. С. Максименка, І. Студеннікова  ; Київ. центр Ін-ту Схід-Захід. – Київ : Логос,  2000. – 224 с. : табл., дод.
- Регіональна політика в країнах Європи: уроки для України / Сергій Максименко, Єва Кіш, Мирослава Лендьел, Ігор Студенніков ; за ред. С. Максименка ; Київ. центр Ін-ту Схід-Захід. – Київ : Логос, 2000. – 72 с.
- Лендьел М. Міграційні процеси в Україні як фактор розвитку українсько-словацького прикордоння у 2014–2016 роках / Мирослава Лендьел, Наталія Марадик, Ганна Мелеганич. – Братислава : ТОВ “ADIN” (Пряшів), 2017. – 60 с. – Текст парал. укр., англ. URL : https://dspace.uzhnu.edu.ua/jspui/handle/lib/29128